# Train historique de Toulouse
Le Train Historique de Toulouse (Amicale des Cheminots pour la Préservation de la locomotive 141 R 1126) appelé aussi ACPR-1126 est une association régie par la loi de 1901 composée de passionnés du chemin de fer d'autrefois. Elle est basée à Toulouse,.
Son objectif est de préserver et restaurer du matériel ferroviaire historique pour circuler occasionnellement sur le réseau ferré national,.

## Activités de l'association

### Trains spéciaux
L'association propose quelques voyages par an sur le réseau ferré national, avec une rame voyageurs historique homogène avec la 141 R 1126.
Les destinations sont nombreuses comme Albi, Sète, Narbonne, Bordeaux ou encore Saint-Jean-de-Luz, ... le tout au départ de la Gare de Toulouse-Matabiau.

## Affiliation
L'ACPR-1126 fait partie de l'UNECTO.

## Les collections
Les listes suivantes ne sont pas exhaustives et devront être complétées ou actualisées au fil du temps (dernière actualisation en août 2024) :

### Locomotive à vapeur
| Matricule                             | Constructeur et date              | État actuel                                   | Origine et informations techniques | Photo |
| ------------------------------------- | --------------------------------- | --------------------------------------------- | --- | ----- |
| 141 R 1126 (et son tender 30-R-1126). | American Locomotive Company, 1946 | Hors service (en cours de révision générale). | - Numéro constructeur : 74921 - 24,18 m, 116 t (192 t en ordre de marche), vitesse maximum : 100 km/h (3000 ch). - Timbre chaudière : 15,17 kg/cm². - Capacité de la soute à fuel (Tender) : 13 300 L (13,3 m3). - Capacité de la soute à eau (Tender) : 30 400 L (30,4 m3). - Distribution : Walschaerts à tiroirs cylindriques. - Propriété de la SNCF, mise à disposition sous convention. - Apte à circuler sur le réseau ferré national. - Classé MH (1998) |       |

### Locomotive diesel
| Matricule | Constructeur et date                                                                                         | État actuel | Origine et informations techniques | Photo |
| --------- | --- | ----------- | --- | ----- |
| BB 66304. | Alsthom, la Compagnie des Ateliers et Forges de la Loire, la Cie Électro-Mécanique et Fives-Lille-Cail, 1967 |             | - 14,89 m, 72 t, vitesse maximum : 120 km/h. - Motorisation : SACM MGO V16BSHR à 16 cylindres en V de 1400 ch (1030 kW). - Radiée le 18 novembre 2011. - Repeinte en livrée verte foncée à bandes jaunes par l'asbl. - Propriété de la SNCF, mise à disposition sous convention. - Apte à circuler sur le réseau ferré national. - Immatriculation UIC : 92 87 10 66 304-0 F-ACPR. |       |

### Locomotives électrique
| Matricule | Constructeur et date                                | État actuel | Origine et informations techniques | Photo |
| --------- | --------------------------------------------------- | ----------- | --- | ----- |
| BB 7338   | Alsthom et le Matériel de Traction Électrique, 1981 |             | - 17,48 m, 84 t, vitesse maximum : 160 km/h. - Puissance : 4040 kW - Tension : 1,5 kV continu - Radiée le 14 décembre 2016. - Propriété de la SNCF, mise à disposition sous convention. - Apte à circuler sur le réseau ferré national. - Immatriculation UIC : 91 87 10-07 398-5 F-ACPR. |       |
| BB 7398   | Alsthom et le Matériel de Traction Électrique, 1982 |             | - 17,48 m, 84 t, vitesse maximum : 160 km/h. - Puissance : 4040 kW - Tension : 1,5 kV continu - Radiée le 25 juillet 2018. - Propriété de la SNCF, mise à disposition sous convention. - Immatriculation UIC : 91 87 10-07 338-1 F-ACPR.                                                  |       |

### Voitures à voyageurs et fourgons
L'association possède également quelques voitures et fourgons historiques, afin de constituer une rame homogène avec la 141 R 1126.
| Matricule                                     | Constructeur et date                           | État actuel | Origine et informations techniques | Photo |
| --------------------------------------------- | ---------------------------------------------- | ----------- | --- | ----- |
| SNCF Fourgon Chaudière FC-958                 | Ateliers SNCF de Sotteville Quatre-Mares, 1962 |             | - 12,36 m, 22,87 t (33 t en ordre de marche), vitesse maximum : 140 km/h. - Pression : Entre 3 à 7 bar. - Débit de vapeur : 1300 kg/h - Capacité en diesel : 2 500 L (2,5 m3). - Capacité en eau : 8 000 L (8 m3). - Classé MH (1998) |       |
| SNCF Voiture-Lits T2 61 87 75-70 006-4        | Constructeur et date inconnus.                 |             | - 26,4 m, 54 t, vitesse maximum : 160 km/h. - Capacité : 18 compartiments de 2 lits individuels. |       |
| État Métallisée A7myfi no 3205                | Constructeur et date inconnus.                 |             | - 00,00 m, 36 t, vitesse maximum : 000 km/h. - Utilisée comme voiture-atelier par l’asbl. |       |
| Est Métallique B5D 50 87 82-37 551-5          | De Dietrich & Cie, 1931                        |             | - 23,55 m, 00 t, vitesse maximum : 120 km/h. - Classé MH (1987) |       |
| Est Métallique A8 50 87 18-37 102-6           | Constructeur et date inconnus.                 |             | - 23,35 m, 48 t, vitesse maximum : 140 km/h. - Capacité : 48 places assises. - Classé MH (1987) |       |
| Est Métallique A3½B5 55 87 38-36 077-2        | Constructeur et date inconnus.                 |             | - 23,55 m, 50 t, vitesse maximum : 120 km/h. - Capacité : 61 places assises (21 en 1e / 40 en 2e classe). - Apte à circuler sur le réseau ferré national. - Immatriculation UIC : 55 87 38-36 077-2 F-ACPR. - Classé MH (1987)        |       |
| Est Métallique B11myfi no 13736               | Constructeur et date inconnus.                 |             | - 23,35 m, 50 t, vitesse maximum : 120 km/h. - Capacité : 88 places assises (en 2e classe). - Apte à circuler sur le réseau ferré national. - Immatriculation UIC : 55 87 21-47 268-3 F-ACPR. - Classé MH (1987)                      |       |
| Est Métallique B11myfi no 13846               | Constructeur et date inconnus.                 |             | - 23,35 m, 50 t, vitesse maximum : 120 km/h. - Capacité : 88 places assises (en 2e classe). - Apte à circuler sur le réseau ferré national. - Immatriculation UIC : 55 87 21-47 244-4 F-ACPR. - Classé MH (1987)                      |       |
| Est Métallique B11 50 87 21-36 129-5          | Constructeur et date inconnus.                 |             | - 23,35 m, 50 t, vitesse maximum : 120 km/h. - Capacité : 88 places assises (en 2e classe). - Immatriculation UIC : 50 87 21-36 129-5 B11.                                                                                            |       |
| SNCF Voiture DEV Inox B10j 50 87 20-88 962-7  | Carel Fouché, date inconnue.                   |             | - 25,1 m, 38 t, vitesse maximum : 160 km/h. - Capacité : 88 places assises (en 2e classe). - Apte à circuler sur le réseau ferré national. - Immatriculation UIC : 55 87 20-88 962-2 F-ACPR.                                          |       |
| SNCF Voiture DEV Inox B10j 50 87 20-88 969-2  | Carel Fouché, date inconnue.                   |             | - 25,1 m, 38 t, vitesse maximum : 160 km/h. - Capacité : 88 places assises (en 2e classe). - Apte à circuler sur le réseau ferré national. - Immatriculation UIC : 55 87 20-88 969-7 F-ACPR.                                          |       |
| SNCF Voiture DEV Inox B10j 50 87 20-88 982-5  | Carel Fouché, date inconnue.                   |             | - 25,1 m, 38 t, vitesse maximum : 160 km/h. - Capacité : 88 places assises (en 2e classe). - Apte à circuler sur le réseau ferré national. - Immatriculation UIC : 55 87 20-88 982-0 F-ACPR.                                          |       |
| SNCF Voiture DEV Inox B8½tj 50 87 20-88 136-8 | Carel Fouché, date inconnue.                   |             | - 25,1 m, 38 t, vitesse maximum : 160 km/h. - Capacité : 84 places assises (en 2e classe). - Apte à circuler sur le réseau ferré national. - Immatriculation UIC : 55 87 20-88 136-3 F-ACPR.                                          |       |
| SNCF Voiture DEV Inox B8½tj 50 87 20-88 134-3 | Carel Fouché, date inconnue.                   |             | - 25,1 m, 38 t, vitesse maximum : 160 km/h. - Capacité : 84 places assises (en 2e classe). - Apte à circuler sur le réseau ferré national. - Immatriculation UIC : 55 87 20-88 134-8 F-ACPR.                                          |       |

### Wagons de marchandises
| Matricule                                | Constructeur et date           | État actuel | Origine et informations techniques | Photo |
| ---------------------------------------- | ------------------------------ | ----------- | --- | ----- |
| SNCF Citerne à essieux 43 87 70 00 000-0 | Constructeur et date inconnus. |             | - 9,74 m, 12,4 t, vitesse maximum : 000 km/h. - Capacité du réservoir à fuel : 33 000 L (33 m3). - Utilisé pour le stockage et le transport du fioul lourd utilisé par la 141 R 1126. |       |